# Фрањо Велф
Фрањо Велф (Загреб, 18. мај 1918 — Загреб, 8. јул 1987) био је југословенски фудбалер, репрезентативац и фудбалски тренер.

## Каријера
Рођен је 18. маја 1918. године у Загребу. Почео је фудбалску каријеру у загребачкој екипи Конкордија, а потом одлази 1935. да изучи прецизну механику у град Плзењ (Чехословачка), где је играо за клуб Викторија. После трогодишњег школовања, враћа се 1938. у Загреб и постаје члан ХШК Грађанског, чије боје брани све до 1945. Дебитовао је у сусрету против бечке Аустрије (2:0) на месту десног крила. Постигао је укупно 14 лигашких погодака и у дресу Грађанског освојио првенство 1939/40.
Одмах по оснивању је постао члан загребачког Динама, у коме достиже пуну играчку зрелост и посебно се истиче као врстан стрелац. За Динамо је одиграо укупно 304 утакмице и постигао 79 лигашких погодака, освојивши два пута титулу најбољег стрелца у првенству: 1947. са 28 погодака и 1948. са 22 постигнута гола.
Са Динамом је 1948. освојио титулу првака Југославије, а 1951. године као капитен екипе, подигао је победнички пехар Купа Југославије.
Одиграо је 22 утакмице за градску репрезентацију Загреба (1938—1952), једном је носио дрес „Б“ екипе Југославије (1940. против Румуније - 1:0, на којој је постигао једини гол), док је за најбољу селекцију Југославије играо 12 пута и постигао шест погодака. Дебитовао је 25. септембра 1938. против Пољске (4:4) у Варшави, постигавши два гола, последњу утакмицу одиграо је 6. маја 1951. против Италије (0:0) у Милану. Учествовао је у олимпијском турниру 1948. у Лондону, на коме је југословенска репрезентација освојила сребрну медаљу.
Био је 1954. члан селекторске комисије ФСЈ, која је припремала екипу за Светско првенство. Пензионисан је 1973. као технички директор Динама — после 27 година проведених у клубу. Преминуо је 8. јула 1987. године у Загребу.

## Успеси
- Динамо Загреб
  - Првенство Југославије: 1948.
  - Куп Југославије: 1951.
- Индивидуални
  - Најбољи стрелац Првенства Југославије (2): 1947. и 1948.